# アクアエ・セクスティアエの戦い
アクアエ・セクスティアエの戦い（アクアエ・セクスティアエのたたかい、英語：Battle of Aquae Sextiae）は、紀元前102年にチュートン人（テウトネス人、テウトニ人）とローマ軍の間で起こった戦い。キンブリ・テウトニ戦争の後半に起きたこの戦いでガイウス・マリウスはチュートン軍を打ち破り、ノレイアの戦い・アラウシオの戦いと連敗を重ねていたローマ軍に勝利を齎した。
続いて行われたウェルケラエの戦いでもマリウスは圧勝し、蛮族による地中海世界への南下を挫折させた。

## 経過

### アンブロネス族との戦い
30万名以上の戦士とそれ以上の女子供を連れて地中海へ進んでいた北方の蛮族は途中で二手に分かれ、チュートン族とアンブロネス族が先にローマ領内へと侵入した。ローマ軍の軍制改革と再訓練を終えていたマリウスは既にローヌ川沿いに陣地を建設して待ち構えていた。
アラウシオの戦いでローマ軍に大勝を得たチュートン族の族長テウトボドは二つの部族軍を率いて砦を攻撃したが、堅牢な砦を攻め落とせずローマ側の弓矢や投槍で損害を受けた。攻撃に失敗したテウトボドは砦に立て篭もるローマ軍を臆病者と挑発したが、マリウスは攻撃を許可しなかった。二度の敗北という経験から軍団兵が蛮族を恐れているのを知っていたマリウスは、兵士達の士気や誇りが高まる機会を待っていた。マリウスの狙い通り、防戦を続ける中で軍団兵達は恐怖より市民への略奪しか考えていない蛮族への侮蔑や怒りを覚えるようになり、やがて口々に決戦を志願するようになっていった。
対するチュートン族とアンブロネス族は砦を落とす事も挑発して野戦に持ち込む事もできず、攻めあぐねたテウトボドは砦を迂回させてローマ領後方を襲撃しようと考えた。士気が十分に高まったのを見てマリウスは陣営地を引き払い、迂回した蛮族の後方を追撃させてアクアエ・セクスティアエ（現在のエクス＝アン＝プロヴァンス）に新たな陣地を建設して再び行軍を妨害した。痺れを切らしたアンブロネス族が戦いを挑んで攻めかかると、軍制改革で新設したアウクシリア（補助軍）からリグリア人の軽装歩兵を送り出した。戦いの途中で軍団兵の一部にも加勢させ、終日までにアンブロネス族の大半を討ち取って蛮族の戦力を削った。翌日になってアンブロネス族の敗退を知ったテウトボドはチュートン軍の主力を率いて戦場に向かい、陣営地に引き返していたローマ軍と戦闘となった。

### 決戦
マリウスはアクアエ・セクスティアエの丘に陣営地を建設させていた。ローマ軍が着陣する丘の後方や側面には山と森林が連なっており、倍以上の数を持つチュートン軍は丘の前方に広がる渓谷に姿を現した。テウトボドは丘にローマ軍の姿を認めると号令をかけ、チュートン軍の戦士は剣や槍を掲げて突進した。軍団兵の前方に配置されたリグリア人補助軍は打ち破られて敗走し、テウトボドは全軍を率いて丘を駆け上がった。マリウスは軍団兵達に蛮族が陣地に近付くのを一歩も動かずその場で迎え撃つように命じ、規範を示す為に自ら剣を取って軍団兵と戦列を組んだ。蛮族は少数で戦列を組むローマ軍に猛然と挑みかかったが、斜面で隊列が乱れていた為に突撃の威力は弱められて軍団兵の戦列を破れなかった。加えて陣営地周辺の山や森林に配置されていた伏兵が側面から一斉に槍を投げつけたので、戦いが進むにつれて徐々に蛮族の隊列は少数の軍団兵の隊列に押し返されていった。
後にマリウスの甥ユリウス・カエサルがガリア戦記で述べているように、ガリアやゲルマニアの蛮族は決して蛮勇のみに頼る集団ではなく、ファランクスの様な密集陣形を駆使して戦うなど兵学の概念もあった。チュートン軍も押されてなお規律を失わず、密集隊形を組みなおしながらオティスモス（盾の押し合い）を続けたが、地形的有利を得ていたローマ軍の隊列を破るには至らなかった。またマリウスの改革で装備を統一していたローマ軍に比べて蛮族の装備は雑多で粗悪な物が多く、特に大半が半裸の軽装歩兵である事は斜面で密集した状態での白兵戦では全く不利であった。そして蛮族の隊列が渓谷にまで下がった時、マリウスがトリブヌス・ミリトゥムに引き入らせていたコホルス単位の別働隊が渓谷の複数方向から蛮族の側面と背後を突いた。

### 勝利
疲労しながら渓谷に下がったチュートン軍の隊列最後尾は瞬く間に壊滅し、同時に前方から駆け下りてきたマリウスの本隊と挟まれた隊列前方は隊伍を乱して陣形を崩され、チュートン軍は完全に包囲された。戦いが終わった時、渓谷を埋め尽くしていたチュートン軍は跡形もなく殲滅され、テウトボドを筆頭とするチュートン人の貴族達が生け捕りにされて他の捕虜と共に戦利品としてローマへ送られた。プルタルコスによれば10万名のチュートン人が戦死し、生き残った者は奴隷にされて部族は滅亡した。勝利の後、一旦ローマに戻ったマリウスは凱旋式を行い、テウトボドは式典の余興としてフォロ・ロマーノで鞭打ち刑に処された上で絞首刑にされた。
戦いはマリウスによる軍制改革やコホルス単位での指揮系統の価値を証明し、共和制後期から帝政初期までローマ軍の基本となる軍事制度を定着させた。
一連の戦闘後、マッサリア(マルセイユ)一帯では大量に生じた戦死者の遺骨で垣根が作られ、さらに死体が養分となった事で豊作を迎えたという。

## その他
- 敗北の際、ローマによる過酷な扱いを恐れたチュートン人女性の幾人かは我が子を絞め殺し、自らも自殺したと言われている。このエピソードは後年の人々の間でゲルマン系の蛮族に対する、一種の偏見として強調された形で残された。
- ジョヴァンニ・バッティスタ・ティエポロは「ウェルケラエの戦い」という絵画と共に、この戦いを題材にした「マリウスの勝利」という絵を制作している。